# La Crèche
La Crèche é uma comuna francesa na região administrativa da Nova Aquitânia, no departamento de Deux-Sèvres. Estende-se por uma área de 34,5 km². Em 2010 a comuna tinha 5 918 habitantes (densidade: 171,5 hab./km²). INSEE]], com uma densidade de 152 hab/km².